# Discussioni Internazionali di Ginevra
Le Discussioni Internazionali di Ginevra (GID) sono colloqui internazionali volti ad affrontare le conseguenze del conflitto del 2008 in Georgia. Sono state lanciate a Ginevra, in Svizzera, nell'ottobre 2008 e sono presiedute congiuntamente da Organizzazione per la sicurezza e la cooperazione in Europa (OSCE), Unione europea (UE) e Nazioni Unite (ONU). Il processo di Ginevra riunisce i rappresentanti dei partecipanti al conflitto — Georgia, Russia e le province separatiste di Abkhazia e Ossezia del Sud — oltre che gli Stati Uniti.
In seguito alla cessazione delle missioni delle Nazioni Unite e dell'OSCE, rispettivamente in Abkhazia e Ossezia del Sud, dopo la guerra russo-georgiana dell'agosto 2008, il GID rimane l'unica piattaforma a disposizione delle parti interessate per discutere di questioni relative alla sicurezza e alle esigenze umanitarie della popolazione vittima del conflitto.
L'impegno al non uso della forza è uno dei principali temi discussi in diversi cicli del GID. La Georgia si era impegnata unilateralmente a non usare la forza il 23 novembre 2010 e da allora ha insistito affinché la Russia facesse lo stesso. Il governo russo si rifiuta di reciprocare, sostenendo di non essere parte del conflitto. Al contrario, vuole che la Georgia firmi trattati che prevedano il non uso della forza direttamente con l'Abkhazia e l'Ossezia del Sud, ma la Georgia rifiuta visto che le entità sono parte del suo stato sovrano. La Russia ha anche espresso preoccupazione per le relazioni della Georgia con la NATO e la cooperazione militare con gli Stati Uniti.
Un'altra importante fonte di disaccordo è la questione del ritorno degli sfollati interni e dei rifugiati, per lo più di etnia georgiana, che i rappresentanti abkhazi e dell'Ossezia meridionale, con il sostegno russo, rifiutano di discutere finché la Georgia è in grado di far approvare all'Assemblea generale delle Nazioni Unite le risoluzioni annuali sugli sfollati interni. Tra i temi toccati nei colloqui ci sono quelli relativi alla lingua di insegnamento nelle scuole nelle aree a prevalenza etnica georgiana dell'Abkhazia (come il distretto di Gali), nonché la libertà di movimento e mobilità, le persone scomparse, e il patrimonio ambientale e culturale.
Nell'estate del 2016 il viceministro degli affari esteri abkhazo, Kan Taniya, ha dichiarato in un'intervista al quotidiano tedesco junge Welt che le discussioni nelle Discussioni Internazionali di Ginevra sono bloccate.
L'Italia ha finanziato nel 2019 un progetto dell'OSCE dal titolo "Sostegno alle Discussioni Internazionali di Ginevra. Gestione e conservazione del patrimonio culturale nelle aree di conflitto" realizzato dall’Associazione Rondine Cittadella della Pace di Arezzo.